# El joven Einstein
El joven Einstein (en inglés: Young Einstein) es una comedia absurda australiana de 1988, dirigida y protagonizada por Yahoo Serious. Presenta al físico teórico Albert Einstein como el inventor del rock and roll y el surf, y hasta se lo ve intentando dividir el átomo con un cincel. Aunque tuvo gran éxito en su país, la película no tuvo buena crítica en Estados Unidos.

## Sinopsis
Albert Einstein, hijo de un fruticultor de Tasmania de comienzos del siglo xx, logra dividir el átomo de la cerveza con un cincel e inventa así la espuma cervecera. Tras «descubrir» la teoría de la relatividad, viaja a Sídney para patentarla. Una vez allí, inventa también la guitarra eléctrica y el surf, al tiempo que tiene un romance con Marie Curie. Utiliza otro de sus inventos, el rock and roll, para evitar que el mundo sea destruido por el mal uso de un reactor nuclear, todo bajo la atenta mirada de Charles Darwin.

## Protagonistas
- Yahoo Serious (el joven Albert Einstein)
- Odile Le Clezio (Marie Curie)
- John Howard

## Premios
- Premio AACTA (Australian Academy of Cinema and Television Arts) a la mejor música original.[3]